# المكثبل (أسلم)

تعديل مصدري - تعديل

المكثبل هي إحدى قرى عزلة أسلم اليمن بمديرية أسلم التابعة لمحافظة حجة، بلغ تعداد سكانها 156 نسمة حسب تعداد اليمن لعام 2004.